# Chapelle Sainte-Blandine
La Chapelle Sainte-Blandine est la chapelle désacralisée de l'ancien hôpital Sainte-Blandine situé à Metz, en France, et construit entre la fin du XIXe siècle et 1910.

## Architecture
Les sœurs franciscaines de Sainte-Blandine décident de la construction d'une chapelle au début du XXème siècle, pour compléter l'hôpital qui accueille déjà près de 250 patients. C'est le projet de Wilhelm Schmitz qui est retenu. Lorsqu'il signe les plans Wilhelm Schmitz est l'architecte des cathédrales de Trêves et Metz, où il succède à Paul Tornow. Les travaux sont réalisés par l'entreprise Mungenast. 
La première pierre est posée le dimanche 28 mai 1909 par Monseigneur Benzler. La chapelle est consacrée le 12 octobre 1910.